# Partició de Bengala (1947)

Ubicació de Bengala Oriental i Occidental.

La Segona Partició de Bengala fou un procés que va tenir lloc el 1947, en el marc de la Partició de l'Índia. Fou una divisió territorial que va dividir Bengala en dues entitats: Bengala Occidental, pertanyent a l'Índia, i Bengala Oriental, pertanyent al Pakistan. El 1955 Bengala Oriental fou reanomenada com a Pakistan Oriental, província que posteriorment s'independitzaria per donar lloc a Bangladesh, després de la Guerra d'Alliberament de Bangladesh.